# 아브라카다브라

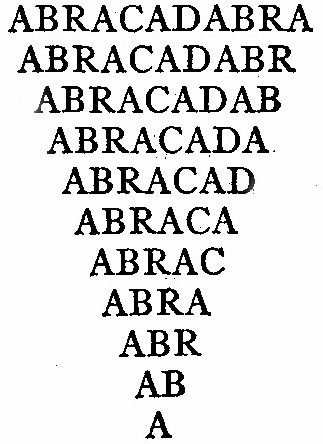
《브리태니커 백과사전》에 표현된 삼각형 형태로 쓰인 아브라카다브라

아브라카다브라(영어: Abracadabra)는 부적에 쓰여 액운을 물리치는 주문으로 사용되었던 마법의 단어로, 오늘날에는 무대 마술에서 흔히 사용된다. 그 기원은 알려져 있지 않다.

## 어원
아브라카다브라는 그 기원을 알 수 없으며, 세레누스 삼모니쿠스의 2세기 저작에서 처음 등장했다.
추정되는 어원으로는 히브리어의 "내가 말하는 대로 창조하리라"라는 구절이나, 아람어의 "말씀과 같이 창조하노라"(אברא כדברא), 또는 라틴어와 그리스어의 '아브락사스' 같은 비슷한 단어나 그리스 알파벳의 처음 네 글자(알파-베타-감마-델타 혹은 ΑΒΓΔ)와의 유사성을 지적하는 설이 있다. 그러나 "이러한 여러 추측을 뒷받침할 만한 문서는 발견되지 않았다".
역사학자 돈 스케머는 이 단어가 마법의 문구로 알려진 히브리어 구절 '하 브라카 다바라'(축복받은 자의 이름)에서 유래했을 수 있다고 제안한다.
아람어 언어학자 스티브 카루소는 아브라카다브라가 아람어나 히브리어일 수 없다고 주장하며, 잘못된 어원이 퍼진 것은 초기 인터넷 게시판의 긴 토론에서 비롯되었다고 설명한다. 이 토론에서는 로런스 쿠시너 랍비가 현대적 어원을 발표했다고 전한다.

## 역사

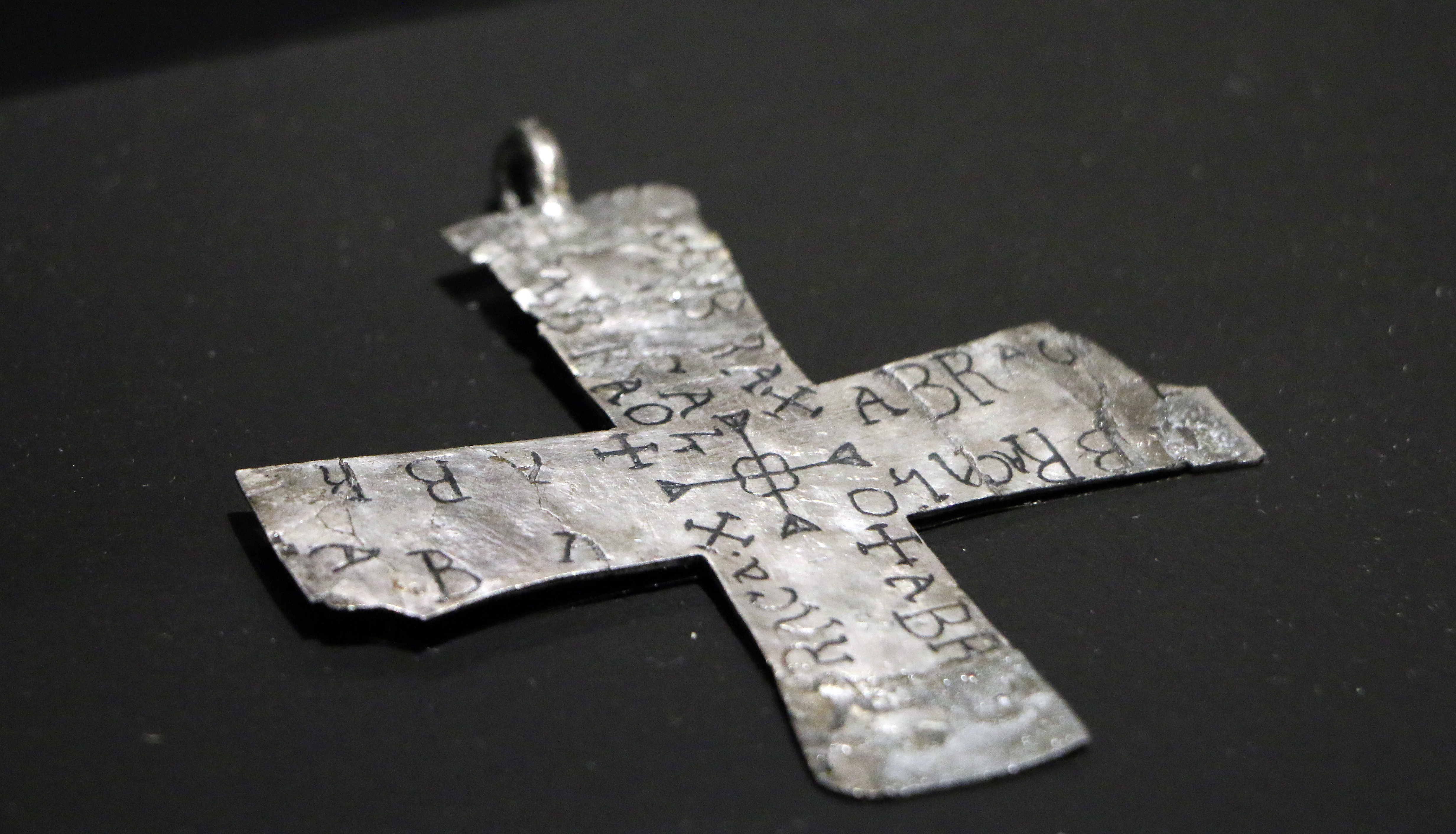
6세기나 7세기에 만들어진 은제 부적으로, 아브라카다브라와 비슷한 단어들이 새겨져 있다.

아브라카다브라라는 단어가 처음 등장한 것은 기원후 2세기 세레누스 삼모니쿠스가 쓴 《의학서》(《최상의 의학 교훈》이라고도 함)에서였다. 로마 황제 카라칼라의 주치의였던 그는 52장에서 말라리아 환자들에게 삼각형 모양으로 아브라카다브라를 쓴 부적을 착용하라고 처방했다.
그는 이 부적의 힘이 치명적인 질병을 물리칠 수 있다고 주장했다. 게타와 세베루스 알렉산데르를 비롯한 다른 로마 황제들도 세레누스 삼모니쿠스의 의학 교리를 따랐으며, 이 주문을 사용했을 수도 있다.
바실리데스파 영지주의자들은 질병과 불운을 물리치기 위해 이로운 영들의 도움을 구하는 마법의 주문으로 아브라카다브라를 사용했다. 부적으로 착용된 아브락사스 돌에서도 이 단어를 발견할 수 있다. 이후 영지주의를 넘어 그 사용이 확산되었다.
16세기 이탈리아의 유대교 사본인 《에츠 하다아트》(Ets ha-Da’at, 지식의 나무)는 마법 주문을 모은 책으로, 아브라카다브라라는 단어가 부적과 관련하여 등장한다. "모든 종류의 열병", 폐결핵, 그리고 화재에 대한 "하늘의 치료법"으로 설명되어 있다.
청교도 목사 인크리스 매더는 이 단어가 아무런 힘이 없다고 일축했다. 대니얼 디포는 런던 대역병 시기에 질병을 막기 위해 문에 이 단어를 붙여둔 런던 시민들을 비판적으로 서술했다.
1800년대 초에는 마술사들이 외치는 말의 예시로 이 단어가 사용되었다. 아브라카다브라는 현재 무대 마술에서 마술의 절정을 알리는 마법의 주문으로 더 흔히 사용된다.
알리스터 크롤리는 텔레마의 핵심 경전인 《법의 서》에서 아브라카다브라를 '아브라하다브라'로 개작했다.

## 같이 보기
- 수리수리마수리
- 호커스포커스
- 열려라 참깨
- 사토르 마방진